# 元对象
在计算机科学中，元对象（metaobject）是操纵、创建、描述或实现对象（包括自身）的对象。适用于元对象的对象叫做基础对象。元对象可以定义的一些信息包括：基础对象的类型、接口、类、方法、特性、解析树等。元对象是计算机科学反射概念的例子，这里的系统（通常在运行时间）能访问它自己的内部结构。反射在根本上确使一个系统能现场重写自身，在其运行时改变自己的实现。

## 元对象协议
元对象协议（MOP：metaobject protocol）提供了访问和操纵对象系统的结构和行为的词汇表即协议。元对象协议的典型功能包括：
- 创建或删除一个新类，
- 创建一个新属性或方法，
- 致使一个类继承自一个不同的类（“变更类结构”），
- 产生或变更定义一个类的方法的代码。

进一步的说，元对象协议不只是到底层实现的接口，转而，通过元对象协议，对象系统是依据元对象系统而递归实现的，而它自身在理论上是依据元-元对象系统来实现的，以此类推直到任意一个基础情况（对象系统的一个一致性状态）被确定，协议就自身而言，是在这些实现层级之间的递归泛函联系。
元对象协议对立于伯特蘭·邁耶的开闭原则，它声称软件对象系统，应当“开放扩展”而“关闭修改”。这个原则有效的划分了，对其做出增加的扩展对象，和对其重定义的修改对象之间的不同，提出前者是需要的品质（“对象应当可以扩展来满足将来使用情况的要求”），而后者是不需要的（“对象应当提供拒绝概要修订的稳定的接口”）。元对象协议与之相反，透明的暴露对象的内部构成，和就系统自身而言的整个对象系统。实际上，这意味着编程者可以使用对象来重定义自身，可能要以非常复杂的方式。
以元对象协议方式实现对象系统，开放了彻底自主的重新设计的可能性，提供了深度灵活性，但介入了可能的复杂性，和难以理解的元稳定性问题（例如，对象系统不可以破坏性更新它自己的元对象协议，这是它的内部自我表示，但是某些更新的潜在破坏性要预测出来，是件不平凡之事，并可能难以推理），这依赖于想要的修改所传播到的递归深度。由于这些原因，当元对象协议出现于一个语言之中的时候，通常被适度使用并用于特殊用途，比如以复杂方式转换其他软件或自身的软件，例如在逆向工程中用到的那些软件。

### 运行时间和编译时间
在于运行时间不能获得编译的时候，元对象协议的实现就有额外的复杂性。例如，有可能通过这种协议变更类型层级，但是这么做可能导致，用可替代类模型定义编译的代码出问题。一些环境找到了有创意的解决方法，比如通过在编译时间处理元对象问题。一个好例子是OpenC++。语义网的面向对象模型，比多数标准对象系统更加动态，并一致于运行时间元对象协议。例如，在语义网中模型类被预期变更它们的相互关系，并有叫做分类器的一个特殊的推论引擎，可以验证和分析演化中的类模型。

### 用途
第一个元对象协议，是在Xerox PARC开发的面向对象编程语言Smalltalk之中的元类。随后的Common Lisp对象系统（CLOS），受到了Smalltalk的协议，还有Brian C. Smith在反射研究中提出的作为元循环求值器的3-Lisp的影响。CLOS模型，不像Smalltalk模型，允许一个类有多于一个超类；这引起了额外的复杂性，比如有解决某些对象实例的类沿袭（lineage）的问题。CLOS还允许动态多方法分派，这是通过泛化函数来处理的，而非Smalltalk的单一分派中的消息传递。描述Common Lisp中元对象协议的语义和实现的最有影响的图书，是Gregor Kiczales等人的《元对象协议的艺术》。
元对象协议还广泛的用于软件工程应用中。在几乎所有的商业CASE、代码重构和集成开发环境中，都有某种形式的元对象协议，用来表示和操纵设计工件。
元对象协议是实现面向方面编程的一种方式。很多MOP的早期创立者，包括Gregor Kiczales，此后成为了面向切面编程的主要倡导者。PARC雇用了Kiczales等人，为不拥有原生元对象协议的Java设计了AspectJ。

## 引用
1. ↑  Smith, Brian C. . MIT Technical Report. 1982-01-01, (MIT-LCS-TR-272)  [16 December 2013]. （原始内容存档于13 December 2015）.
2. ↑  Foote, Brian; Ralph Johnson. . Oopsla '89. 1–6 October 1989: 327–335  [16 December 2013]. ISBN 0897913337. doi:10.1145/74877.74911. （原始内容存档于2021-03-24）.
3. ↑  The Art of the Metaobject Protocol, Appendix C — Living with Circularity
4. ↑  Favre, Lilliana; Liliana Martinez; Claudia Pereira. . Springer. 2009. ISBN 978-3-642-01861-9. doi:10.1007/978-3-642-01862-6_21.
5. ↑  Chiba, Shigeru. . Oopsla '95. 1995: 285–299  [27 December 2013]. ISBN 978-0897917032. doi:10.1145/217838.217868. （原始内容存档于2013-12-29）.
6. ↑  Knublauch, Holger; Oberle, Daniel; Tetlow, Phil; Wallace, Evan. . W3C. 2006-03-09  [2008-07-30]. （原始内容存档于2018-01-06）.
7. ↑  Brian Cantwell Smith, Procedural Reflection in Programming Languages, Department of Electrical Engineering and Computer Science, Massachusetts Institute of Technology, PhD dissertation, 1982.
.   [2023-01-26]. （原始内容存档于2023-01-26）.
Daniel P. Friedman; Mitchell Wand. . . 1988: 298–307  [2023-01-26]. ISBN 978-0897912006. doi:10.1145/319838.319871. （原始内容存档于2023-01-26）.
8. ↑   (PDF).   [7 July 2016]. （原始内容存档 (PDF)于2020-07-09）.
9. ↑  Gregor Kiczales, Jim des Rivieres, Daniel G. Bobrow.  (PDF). MIT Press. 1991  [2022-03-11]. ISBN 0-262-61074-4. （原始内容 (PDF)存档于2022-02-05）.
The Art of the Metaobject Protocol, Chapters 5 and 6 in Hypertext （页面存档备份，存于）
10. ↑  Johnson, Lewis; David R. Harris; Kevin M. Benner; Martin S. Feather. . Rome Laboratory Final Technical Report. October 1992,. RL-TR-92-248.
11. ↑   (PDF). www.metaware.fr. Metaware White Paper.   [6 January 2014]. （原始内容 (PDF)存档于7 January 2014）.
12. ↑  . omg.org. Object Management Group.   [7 January 2014]. （原始内容存档于2021-05-11）.